# 王胤賢
王胤賢（1492年—？），字紹先，號南滨，河南開封府中牟縣人，軍籍，明朝政治人物。

## 生平
河南鄉試第七十四名舉人。正德十二年（1517年）中式丁丑科會試第六十三名，登第三甲第七十八名進士。刑部观政，初授山东东阿县知县。正德十六年（1521年）任湖廣麻城縣知縣。升南京户部主事、员外郎，嘉靖间累升四川僉事。

## 家族
曾祖王翰，曾任知縣；祖父王璿，贈兵部主事；父王汝清，曾任兵部主事。嫡母張氏（封安人）；生母馬氏。慈侍下。弟胤明、胤勤。